# Bluejacking
En seguridad informática, el término bluejacking se refiere a una técnica consistente en enviar mensajes no solicitados entre dispositivos Bluetooth, como por ejemplo teléfonos móviles, PDAs o portátiles. La tecnología Bluetooth tiene un alcance limitado de unos 10 metros normalmente en dispositivos pequeños (como teléfonos móviles) aunque otros aparatos más grandes (como portátiles) con transmisores más potentes pueden alcanzar los 100 metros. Bluejacking generalmente es inofensivo, ya que bluejacker no intercepta nada: únicamente utiliza una característica en su dispositivo, y en el del receptor. Ambas partes mantienen el control casi absoluto sobre su dispositivo, y el bluejacker no puede hacer casi nada.

## Origen
El término fue acuñado por un consultor informático de Malasia juntando el nombre de Bluetooth con su nombre de usuario, ajack, en un foro de usuarios de Sony Ericsson.

## Utilidad
Bluejacking generalmente es inofensivo, pero la gente que ha sufrido un bluejacked no sabe muy bien qué ha podido ocurrir en su teléfono móvil, por este motivo la gente piensa que su teléfono móvil simplemente funciona mal. Normalmente un bluejacker solo enviará un mensaje de texto, aunque en los modelos de teléfonos más recientes es posible enviar también imágenes y sonido.
Con el aumento del uso de la tecnología Bluetooth en dispositivos móviles se ha fomentado la aparición de bluejackers y con ellos software malicioso cuyo objetivo se basa al funcionamiento de un virus troyano.
El mensaje en sí mismo no despliega ningún malware en el software; más bien, está diseñado para obtener una respuesta del usuario o agregar un nuevo contacto. Estos mensajes pueden provocar molestias o diversión en el destinatario. Los usuarios suelen tener la capacidad de rechazar dichos mensajes, y esta táctica se emplea con frecuencia en entornos cerrados como aviones, trenes y autobuses.
También suele confundirse al bluejacking  con el bluesnarfing, que es el método de hackear teléfonos móviles ilegalmente vía Bluetooth.

## Software y herramientasbluejacking
Para bluejacking se han desarrollado muchos instrumentos. La mayor parte del desarrollo de este software sucedió desde el año 2000 hasta 2004, donde múltiples vulnerabilidades Bluetooth se descubrieron. La mayor parte de estos instrumentos son implementados por desarrolladores autónomos y tienen funciones muy específicas. Por un lado hay muchos instrumentos para ayudar al bluejacking , pero por otro lado existen herramientas ocultas en los aparatos que están disponibles para el bluesnarfing (es mucho más oscuro y peligroso que bluejacking) pero estos son secretos de fabricación de cada aparato.
En dispositivos modernos se ha añadido un método de seguridad que trata de solicitar un código de confirmación cuando un dispositivo trata de conectarse a nuestro aparato, pero existen maneras de saltarse esa solicitud (o directamente introducir códigos sencillos que vienen predeterminados en los aparatos) por lo que no es una manera definitiva de estar seguros.
Actualmente hay varios programas utilizados para esta práctica (como Bluetooth Messenger, Blueshoot, Easy Jack, etc.), aunque el más utilizado es Mobiluck. Ahora se está empezando a utilizar BT Info, que hace muchas más cosas: apaga el teléfono de la víctima, explora su agenda y sus sms, y hasta puede llamar y enviar mensajes.